# Mx (敬称)
Mx またはMx. は、英語における敬称の一つであり、相手の性別を特定しない際に用いられる。主にイギリスで使われる敬称であり、通常はミクス（[mɪks] MIKS）やマクス（[mʌks] MUKS）のように発音される。エムエックス（[ɛmˈɛks] em-EKS）と発音する場合もある。

## 概要
Mxは、1970年代後半にMr.やMs.のような一般的な性別敬称の代わりとして開発された。多くの場合は性別を明らかにされたり、性別によって言及されたりすることを避けたいジェンダークィアの人々によって使用される。現在これは、イギリス政府やイギリスの多くの企業によって広く受け入れられている、性別に中立的な敬称である。また、全ての主要な英語の辞書に収録されている。
この敬称は1970年代後半に提案され、1985年頃から広範に使用されるようになった。"x"はワイルドカード文字としての使用を意図した文字であり、ジェンダーの"mix"（混合）を意味するものではない。

## 使用
2013年に、イギリス・サセックスのブライトン・アンド・ホヴ市議会はMxの使用を許可することを決議し、2014年にロイヤルバンク・オブ・スコットランドが性別称号の選択肢にMxを含めた。
2015年にはロイヤルメール、パスポートや運転免許証などの文書を担当する政府機関、ほとんどの大手銀行、その他いくつかの企業など、イギリスの機関に広く認知されるようになった。
この称号は、イギリスの労働年金省、歳入関税庁、国民保健サービス、および多くの地方議会、大学、保険会社、小売業者によって承認されている。イギリスの庶民院（下院）は、国会議員がMxの称号を使用することを受け入れると2015年に確認した。
2015年、Mxはオックスフォード英語辞典に掲載された。2016年、メトロ銀行は銀行で初めてMxの称号を提供した。2017年、HSBC銀行は、顧客の選択肢として、性別に依存しない他のいくつかの称号と共にMxを追加することを発表した。発表した3月30日は国際トランスジェンダー認知の日だった。
アメリカ合衆国では、Mxはまだ一般的ではないが、2016年4月にメリアム＝ウェブスター社のウェブスター辞典に掲載された。